# Pietro Arduino
Pietro Arduino (Caprino Veronese, 18 de julho de 1728 – Pádua, 13 de abril de 1805) foi um botânico, agrônomo e naturalista italiano.

## Biografia
Procedente de uma família muito pobre, estudou em Verona com o  francês  Jean-François Séguier (1703-1784) e depois com  Scipione Maffei (1675-1755). Séguier, observando os dons de Arduino, recomendou-o  ao diretor do jardim botânico de Pádua,  Giulio Pontedera (1688-1757), que o aceita como jardineiro. Com a morte de Pondera assume o cargo com o simples título de "jardineiro", denominação funcional  que foi criada especialmente para a ocasião. Em 1760, Giovanni M. Marsili (1727-1794) nomeou-o como diretor do Jardim.
Em 1765,  foi nomeado professor de agricultura e diretor do Jardim Agrícola de Pádua, a primeira instituição deste tipo na Itália. 
Manteve uma importante correspondência com os botânicos do seu tempo, especialmente com Carl von Linné (1707-1778). Participou da introdução na Itália dos princípios linneanos.
Muito apreciado pelo naturalista Linné, este lhe dedicou um grupo de plantas com o o nome  Arduina, da família das  Apocynaceae e uma espécie de Labiatae: a Teucrium Arduini.
O seu irmão foi o famoso geólogo Giovanni Arduino (1713-1795).

## Obras
Em 1759, Arduino publicou o seu primeiro trabalho de botânica:  Animadversionum botanicarum specimen ( dois volumes, Pádua)obra que ilustra com figuras doze espécies de plantas cultivadas no Jardim Botânico de Pádua. Sobre botânica publica também Animadversionum botanicorum specimen alterum, trabalho em que ilustra 20 espécies de plantas novas ou raras e exóticas. No ramo da agronomia publicou uma dúzia de trabalhos, sendo o mais importante a Memorie di osservazioni… , onde  descreve a aplicação de 16 plantas.
Colaborou com o jornal italiano de  Francesco Griselini (1717-1787).

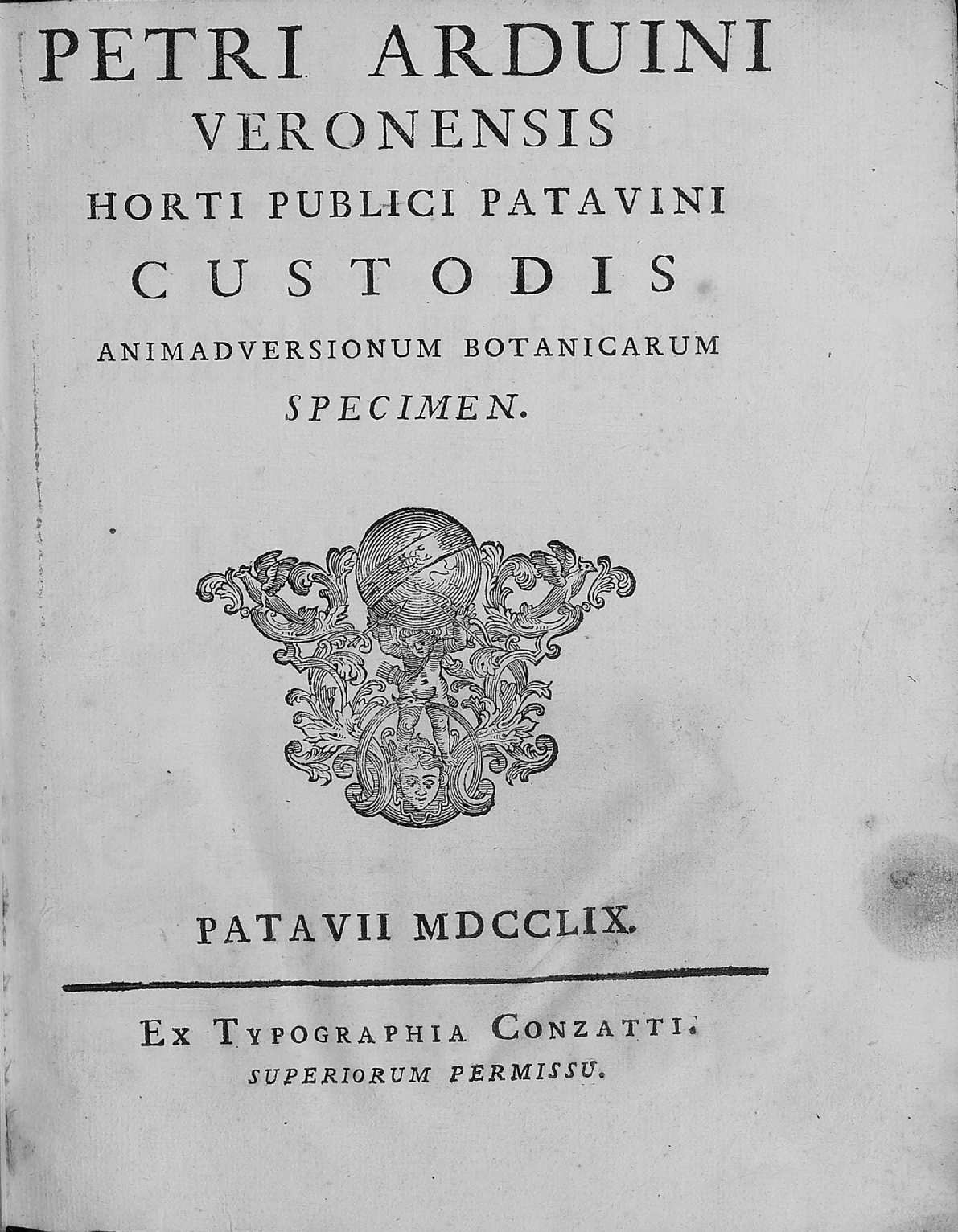
Animadversionum botanicarum specimen, 1759